# Anopheles hodgkini
Anopheles hodgkini är en tvåvingeart som beskrevs av Reid 1962. Anopheles hodgkini ingår i släktet Anopheles och familjen stickmyggor. Inga underarter finns listade i Catalogue of Life.